# 卡布拉
卡布拉（Cabra）位於菲律賓呂宋西南部和民都洛西北部的維德島航道中，是菲律賓的一個描籠涯。卡布拉由盧邦市管轄。

## 概述
卡布拉島長約4.5公里，最寬處約2.9公里，地勢平坦，最高海拔為60.96公尺。卡布拉島燈塔群即位於卡布拉島。根據菲律賓官方於2020年所作的人口普查數據顯示：居住於卡布拉的總人口數量為1231人。